# Aegiphila cuneata
Espèce
Synonymes
- Aegiphila cuneata var. cuneata[2]

Aegiphila cuneata est une espèce de plantes du genre Aegiphila de la famille des Lamiaceae.

## Liste des variétés
Selon Tropicos (24 juin 2018) (Attention liste brute contenant possiblement des synonymes) :
- Aegiphila cuneata var. cuneata
- Aegiphila cuneata var. hirsutissima Moldenke